# Filar Bartona
Filar Bartona (ang. Barton Buttress) – klif na Wyspie Króla Jerzego, na Półwyspie Kellera, na północnym krańcu Grani Tyrrella, ograniczony od północy Przełęczą Piaseckiego. Nazwę nadała polska ekspedycja naukowa na cześć dra C. M. Bartona – geologa i autora monografii o Wyspie Króla Jerzego.